# ژانگ یینگ (شمشیرباز)
ژانگ یینگ (انگلیسی: Zhang Ying؛ زادهٔ ۹ فوریهٔ ۱۹۸۲)  شمشیرباز زن اهل چین بود. وی در بازی‌های المپیک تابستانی ۲۰۰۴ شرکت کرده‌است.